# Quake Minus One
Quake Minus One is een computerspel voor de platforms Commodore 64 en Commodore 128. Het spel werd in 1986 uitgebracht door Beyond - Challenging Software.

## Ontvangst
| Beoordeeld door | Datum           | Score |
| --------------- | --------------- | ----- |
| Zzap!           | 6 februari 1986 | 67%   |